# Chiesa di Maria Santissima del Rosario (Santa Venerina)

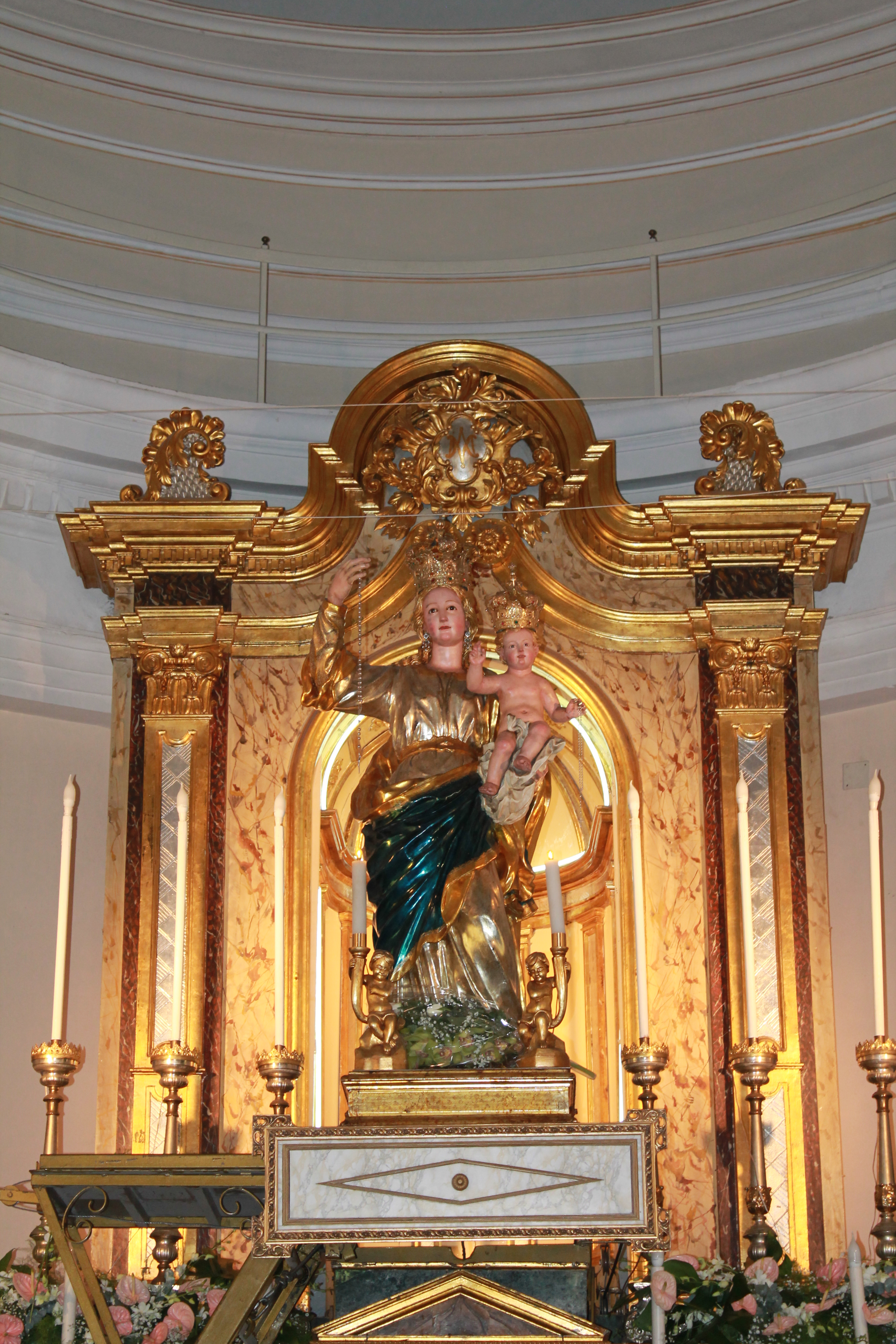
Simulacro della Madonna del Rosario

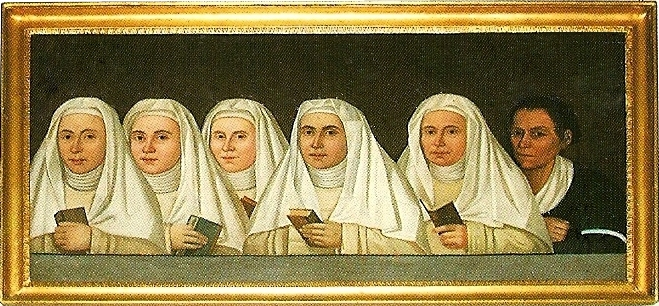
Sorelle Cosentini "Monache di Casa"

La chiesa di Maria Santissima del Rosario  è la parrocchiale di Cosentini, località di Santa Venerina, in città metropolitana di Catania e diocesi di Acireale, ed è dedicata a Maria Santissima del Rosario.

## Storia
La chiesa di Cosentini che conosciamo oggi fu costruita negli anni 1856 – 1860 per volere di Mariano Cosentini e delle cinque sorelle suore domenicane chiamate “Monache di Casa”; la chiesa fu progettata dall'ingegner Nicola Musmeci ed aveva inizialmente una struttura di modeste dimensioni, con una sola navata e una torre campanaria laterale. Fu aperta ufficialmente al culto il 29 gennaio 1863 e dedicata alla Madonna del Rosario. Dieci anni dopo, nel 1873, il vescovo di Acireale Gerlando Maria Genuardi decise di erigere la chiesa come succursale della cattedrale di Acireale e annetté ad essa, oltre al territorio di Cosentini, quello delle attuali parrocchie di Fiandaca, Pennisi e parte di Maria Vergine. Nel 1875 le sorelle Cosentini donarono alla diocesi di Acireale l'attuale casa canonica, come luogo di villeggiatura estiva per il Vescovo; nello stesso anno donarono al Comune di Acireale l'attuale piazza di Cosentini, come luogo da adibire a pubblico mercato in occasione della grandi feste del paese, ne è esempio la grande fiera di bestiame che si teneva in occasione del giorno di san Giuseppe (compatrono di Cosentini) negli anni compresi tra il 1875 e il 1960, la quale era un'attrazione per molti allevatori e contadini delle zone limitrofe. Intorno al 1890 sotto il progetto dell'ingegner Mariano Panebianco si fecero delle opere di risistemazione della facciata, ampliamento della chiesa (a causa dell'aumento sempre crescente della popolazione), allungamento della navata centrale con la realizzazione di una nuova pianta a croce latina, la realizzazione di una cupola e di un'alta torre campanaria. Durante il famoso e disastroso “terremoto di Linera” dell'8 maggio 1914 la chiesa rimase inagibile; fu la grandissima volontà dei parrocchiani e dell'allora cappellano don Vito Rocca che portò alla risistemazione della chiesa di Cosentini negli anni dopo il terremoto. La ricostruzione fu progettata con criteri antisismici dagli ingegneri Scuderi e Grassi e prevedeva una mutazione della struttura originaria della chiesa con la demolizione del campanile, del tetto e della cupola e all'interno, l'eliminazione del transetto e la realizzazione di un massiccio solettone in cemento armato; mentre all'esterno la facciata, con un nuovo disegno, si rese bella e maestosa, ma poco armonica con gli elementi architettonici. 
Il 19 dicembre 1921 Salvatore Bella, vescovo di Acireale, con un decreto eresse la chiesa di Cosentini a parrocchia autonoma e il 6 febbraio 1922 don Vito Rocca fu nominato primo parroco della nuova parrocchia di Cosentini. Negli anni compresi tra il 1952 e il 1960, il compaesano ingegner Michele Grasso, fece eseguire altri lavori di abbellimento e restauro della chiesa; in occasione del suo primo centenario e della fine dei lavori di restauro, nel 1960, la chiesa di Cosentini fu solennemente consacrata. Nel 1982, nel cortile antistante la chiesa, fu realizzata una grotta con una bellissima statua della Madonna di Lourdes proveniente dall'omonima città francese e donata dalla signora Santa Di Bartolo, originaria di Cosentini, ma emigrata negli Stati Uniti. Oggi Cosentini è molto sviluppata demograficamente rispetto ad un tempo, poiché negli ultimi decenni ci sono state molte opere di espansione edilizia, che hanno fatto diventare quel piccolo latifondo quale era un tempo, un vero e proprio nucleo abitato ed ben integrato al resto del paese..
Tra i monumenti presenti all'interno della chiesa, sono degni di particolare nota: l'altare maggiore (in fondo alla chiesa) scolpito dal maestro marmista Carlo Calì, di Catania, nel 1860; la cappella della Madonna del Rosario e la relativa statua (XIX secolo) scolpiti in legno; la statua di san Giuseppe, anch'essa in legno; i quadri esposti in sagrestia in cui sono raffigurate le cinque sorelle “Monache di Casa” e due dei fratelli Cosentini; il maestoso presepe ottocentesco costituito da statue con testa e mani in legno, cera e cartapesta a grandezza naturale, che ogni anno viene esposto sull'altare durante il periodo natalizio.